# Žlutá zimnice

Rozšíření žluté zimnice v Latinské Americe (2010)

Rozšíření žluté zimnice v Africe (2010)

Žlutá zimnice (yellow fever) je nebezpečné virové krvácivé horečnaté onemocnění přenášené komáry, které způsobuje rozsáhlé epidemie a četná úmrtí zejména v oblastech Afriky a Jižní Ameriky, objevuje se však i v Severní Americe, Karibiku a z minulosti jsou známy i případy epidemií z Evropy. Jméno je odvozeno podle žloutenkového symptomu, který se objevuje u části nemocných. Onemocnění způsobuje arbovirus čeledi Flaviviridae. Od roku 1937 proti němu existuje vakcína, která poskytuje od asi 10 dnů po naočkování imunitu přetrvávající doživotně.
Existují 2 typy infekce, první je tzv. městská. Zpravidla právě tato forma způsobuje epidemie, přenáší se z nemocného člověka na zdravého prostřednictvím komára. Druhý typ, tzv. džunglová forma se přenáší z opice na člověka pomocí komára.

## Klinické projevy
Žlutá zimnice má inkubační dobu asi 3–6 dní. Jejími projevy jsou bolesti hlavy, zad a svalů, nevolnost, horečka a zvracení. V důsledku podobnosti symptomů může být žlutá zimnice zaměněna i za jiné tropické nemoci. Postupem dochází k rozvoji žloutenky a krvácení ze zažívacího traktu, kůže, očí, uší, nosu či pohlavních orgánů. Z cizinců, kteří jsou žlutou zimnicí nakaženi, asi polovina umírá, u domorodého obyvatelstva je mortalita v důsledku nemoci asi 5 %. Typickým symptomem jsou černé zvratky, tuto barvu získávají z mrtvých červených krvinek.

## Prevence
Účinnou prevencí je očkování. Aplikuje se pod kůži a jeho účinky jsou patrné již po 10 dnech a přetrvávají doživotně. Všem cestovatelům, kteří se vydávají do oblastí, kde se zimnice vyskytuje, je doporučeno, aby se nechali očkovat.

## Očkování
Očkování proti žluté zimnici je povinné pro cizince přijíždějící do následujících zemí: Angola, Benin, Burkina Faso, Francouzská Guyana, Gabon, Gambie, Ghana, Kamerun, Kongo,[nepřesný odkaz] Libérie, Mali, Mauretánie, Niger, Pobřeží slonoviny, Rwanda, Středoafrická republika, Togo. V dalších zemích Afriky, ale i Asie, Austrálie, Oceánie a Ameriky může být vyžadováno pro cizince přijíždějící z „rizikových oblastí“.[zdroj⁠?!]
Stále používanou vakcínu 17D vyvinul v roce 1937 držitel Nobelovy ceny za fyziologii a lékařství za rok 1951 Max Theiler, který se tak stal prvním laureátem Nobelovy ceny narozeným v Africe.

## Situace
Žlutá zimnice je v současné době[kdy?] na ústupu, objevila se však horečka dengue. Ročně na žlutou zimnici zemře okolo 30 tisíc lidí.
V Česku byla žlutá zimnice poprvé diagnostikována v roce 2018.